# Comuna Sveti Tomaž
Sveti Tomaž (Občina Sveti Tomaž) este o comună din Slovenia, cu o populație de 2.199 de locuitori (30.06.2007).

## Localități
Bratonečice, Gornji Ključarovci, Gradišče pri Ormožu, Hranjigovci, Koračice, Mala vas pri Ormožu, Mezgovci, Pršetinci, Rakovci, Rucmanci, Savci, Sejanci, Senčak, Senik, Sveti Tomaž, Trnovci in Zagorje.